# Libnotes (Libnotes) notata sicca
Libnotes (Libnotes) notata sicca is een ondersoort van de tweevleugelige Libnotes (Libnotes) notata uit de familie steltmuggen (Limoniidae). De ondersoort komt voor in het Oriëntaals gebied.